# 布拉伊利夫卡 (新烏希齊亞區)
48°52′16″N 27°15′49″E / 48.87111°N 27.26361°E
布拉伊利夫卡（烏克蘭語：Браїлівка），是烏克蘭西部的村莊，隸屬赫梅利尼茨基州的卡緬涅茨-波多利斯基區。該村始建於1629年，面積3.22平方公里，海拔高度186米，2001年人口1,025，人口密度每平方公里318.4人。